# Lista de episódios de Cuando toca la campana
Esta é a lista de episódios de da série Cuando Toca la Campana, que estreou a 28 de fevereiro de 2011. A série segue as aventuras dos protagonistas com humor, drama, música e romance.

## Episódios
| Nº Série | Nº Temporada | Títulos               | Estreias                | Cód. de produção |
| --- | ------------ | --------------------- | ----------------------- | ---------------- |
| 1 | 1            | "Drama"               | 20 de Fevereiro de 2011 | 101              |
| Tudo começa quando Nati ganha uma câmera nova, e procurando coisas diferente para filmar, Lúcia e Barbi tentam convence-la de não filmar mas Nati não percebe que são interessantes o suficiente o bastante, ela vê Ana muito triste porque tirou 9 em física, e Pablo fica triste por te levado 2 cartões vermelhos depois Ana encontra Pablo e os dois se consolam Canções: "Cuando toca la campana" por Mariana Magaña, Nicole Luis, Leonel Deluglio, Diana Santos, Jorge Blanco Güereña, Julio Graham, Gerardo Velázquez, Stephie Camarena e Eva Quattrocci. Ausentes: Eva Quattrocci como Paola |              |                       |                         |                  |
| 2 | 2            | "Entrenamiento"       | 28 de Fevereiro de 2011 | 102              |
| Lucía descobre que há um concurso de talentos e quer convidar Miguel para participar com ela, mas não sabe como dizer, o que ela não sabe é que Miguel também quer convidá-la para o concurso de talentos mas não consegue pelo mesmo motivo, ele pede ajuda a Pablo, mais Pablo só pois ele para trabalhar o que não ajudou.Um pouco depois Lucía canta uma canção que queria convidar Miguel ao concurso e os dois explicam tudo Canções: ""A celebrar" por Jorge Blanco Güereña , Leonel Deluglio Gerardo Velasquez e Graham Julio. Ausentes: Eva Quattrocci como Paola |              |                       |                         |                  |
| 3 | 3            | "La Diva"             | 1 de Março de 2011      | 103              |
| A famosa cantora Paola voltou a escola para fazer alguns testes, o que a cansou muito, todas a crianças e paparazzis estavam querendo autógrafos dela, incluindo Nati e Barbi que são muito fãs dela mas Lúcia e Ana não estava nada feliz com sua visita, mas infelizmente até Miguel que estava apaixonado por Lúcia não pode resistir ao charme de Paola.Quando os paparazzis de vão embora Paola diz as meninas incluindo Lúcia,Ana e Paola que queria ser uma pessoa normal e só veio para estudar, Lúcia e Ana ficam impressionadas com suas palavras e quiseram estudarem com ela.Mas ela disse que era só aquele dia e as duas ficaram como tontas. Canções: "Así voy" por Eva Quattrocci . |              |                       |                         |                  |
| 4 | 4            | "Poesis"              | 2 de Março de 2011      | 104              |
| Hoje há uma revisão da poesia, Ana está muito preparada para que quando ele conhece DJ escuta aconselha-o a estudar, mas ele ignora-lo e quando você cair de um papel e DJ pegou o papel onde havia uma poesia de amor, que ele falou sobre o Pablo, a primeira coisa que pensei que DJ era que Ana é apaixonada por Paul e disse-lhe para Nati e Barbios três então começam a espionar Paul quando Lúcia e Miguel descobrem isto que você tem tudo, então aparecem Ana Rodrigo e Paulo, chamam Rodrigo deixar sozinho os caras, enquanto eles estavam falando todos juntos caras estavam espiando-os e decidiram sair e dizer-lhes sobre sua suspeita, Ana se defender disse que tudo era uma mentira e que a poesia não era para Paulo, mas foi bastante dedicada ao pintor Pablo Picasso que ela admirava, quando as crianças criam nele foi tudo, incluindo Paul, ela disse que se mesmo que quase sua descoberta, o que mostra que, se era apaixonado por Paul. Canções: "Para celebrar" por Jorge Blanco Güereña, Leonel Deluglio, Gerardo Velázquez e Julio Graham. Ausentes:Eva De Dominici como Paola. |              |                       |                         |                  |
| 5 | 5            | "Tribus"              | 7 de Março de 2011      | 105              |
| Paul era muito raro e foi andando com uma prancha de surf dizendo frases muito raros que não gosta de Ana. Por outro lado Nati e Barbi também estão pedindo estranhos abraços grátis para todos. Ana, que é considerada apenas normal estava muito perturbada assim como DJ no início, mas então decidiu juntar-se a tribo dos filhos. Então Ana decide se juntar a eles, mas a tempo depois que os meninos voltar ao normal, dizendo que essa onda já tinha acontecido e Ana decidiu se comportam normal também. O episódio termina com um momento romântico entre Ana e Paulo, quando todos vão receber o DJ que ainda permaneceu com essa rara onda dizendo que ele tinha chegado tarde. Ausentes: Nicole Luis como Lucia, Leonel Deluglio como Miguel, Julio Graham como Rodrigo y Eva De Dominici como Paola. |              |                       |                         |                  |
| 6 | 6            | "Galan"               | 8 de Março de 2011      | 106              |
| Michael, Paul e DJ fica com ciúmes quando Rodrigo torna-se um pedaço com as meninas; então eles tentam Rodrigo disse que o segredo para conquistá-los. No final o Rodrigo diz-lhes que é uma foto que você tirou com o seu cão, então os caras publicou uma foto onde você pode sair e colocar muitos cães para que eles também são os Gallants da escola. Então, quando eles saem de classes que eles percebem que nenhuma menina preste atenção a eles e Rodrigo diz-lhes que a companhia de animais de estimação processou-os por abuso de animais, porque eles achavam que os cães eram realmente. Canções:"A celebrar" por Jorge Blanco Güereña, Leonel Deluglio, Gerardo Velázquez y Julio Graham. Ausentes:Nicole Luis como Lucía, Eva De Dominici como Paola, Diana Santos como Ana, Stephie Camarena como Nati y Mariana Magaña como Barbi. |              |                       |                         |                  |
| 7 | 7            | "Charraperos"         | 9 de Março de 2011      | 107              |
| Nati vai para seu tipo de teatro, ensaiando uma única linha que estava gritando e, em seguida, fez o que muitos colegas começaram a gritar com ela, entre eles, Barbi, DJ e Miguel. Por outro lado, Lucia traz para colocar um chapéu mexicano para cobrir o cabelo dela que é horrível, tentando esconder de Miguel que procura-lo, mas Miguel depois de gritar tanto fez um grão deixou então a esconder a Lucia também iniciar. No final ambos são e começam a falar, enquanto todos os outros caras ainda estão chorando, como eles são tão entediados, Miguel diz Lucia uma atividade que poderia fazer neste momento, ela fecha os olhos imaginando que Miguel estava indo beijar mas Miguel começa a chorar com os outros e irritante Lucia estava gritando no salão. Canções:"Te esperaré" por Nicole Luis. Ausentes: Jorge Blanco Güereña como Pablo, Julio Graham como Rodrigo y Eva De Dominici como Paola |              |                       |                         |                  |
| 8 | 8            | "Mal Sueño"           | 10 de Março de 2011     | 108              |
| Miguel e DJ falam de futebol mais importante do partido do ano mas interrompe-los Rodrigo dizendo que você sonhou um sonho terible, onde Paul falhou uma penalidade para os caras que pediu não, ele tem o sonho de Paul para que não se sentem inseguros. Por outro lado Lucia e Nati ficar irritado com a menção de caras só o partido, mas mais Lucia; Nati, então decidem juntar-se como fã do partido como os meninos. DJ não resistir a ideia de silêncio a fofoca do sonho de Rodrigo termina dizendo que toda a escola, Paul está desanimado com o sonho que Rodrigo tinha mas DJ você inventar para sono um sonho muito positivo do partido pelo qual Paul é incentivado novamente e sai para jogar. Lucia é a única que não está indo para a festa, em que ele conhece Miguel onde o diz-lhe que a razão porque ela é assim é porque esta com inveja que não é o centro do universo, ele diz que ela também se preocupa muito e quando eles estão prestes a se beijarem ouviu que você Paul marcou um gol assim o é partido e Lucia decide acompanhá-lo. Canções:"A celebrar" por Jorge Blanco Güereña, Leonel Deluglio, Gerardo Velázquez y Julio Graham. Ausentes:Diana Santos como Ana, Mariana Magaña como Barbi y Eva De Dominici como Paola. |              |                       |                         |                  |
| 9 | 9            | "Rock & Roll"         | 14 de Março de 2011     | 109              |
| Lucia, Ana, Barbi e Nati começam a formar uma banda, mas Lúcia e Nati querem algo rock como Ana quer algo suave música como o Jazz, a Barbi dá-lhe o mesmo que este pensamento de massas e não entendo muito. Então a Ana decidiu formar sua própria banda com Barbi, que ainda não entendeu nada, enquanto Lúcia e Nati decidiram formar sua própria. As meninas lutam e começam os ensaios onde ambas as bandas têm problemas. Quando bandas são apresentados eles garotas para endereço pelo incômodo de ruído, citando seus pais, para que finalmente reconciliadas e unir as duas bandas. Canções:"Es el momento" por Diana Santos, Mariana Magaña, Nicole Luis y Stephie Camarena. Ausentes:Jorge Blanco Güereña como Pablo, Julio Graham como Rodrigo, Leonel Deluglio como Miguel, Gerardo Velázquez como DJ y Eva De Dominici como Paola. |              |                       |                         |                  |
| 10 | 10           | "Piratas a la Obra"   | 15 de Março de 2011     | 110              |
| Há uma brincadeira com a escola onde Nati é o diretor, Paul atua como o herói da história e Miguel como o vilão porque ele acha que a Lucia vai ser o vilão. Lucia é a princesa e acredita que Miguel vai ser o herói e Ana vai ser o vilão, porque ele quer beijar com Paul, mas ela diz que seus amigos tornando por Lucia para ele esta com Miguel, mas Nati diz-lhe que Miguel será o vilão e o herói de Paul então ambos decidem mudar seu papel. Rodrigo conta simultaneamente miúdos que Lucia será a princesa e a Ana, o vilão que Miguel pede Paul alterar a função do que no primeiro não quer porque ele sabe que as meninas vão querer o herói, mas Michael diz a ele que se não mudarem o papel a dizer para qualquer escola que vi um filme romântico e gritou para o que Paul aceita. Quando as crianças são dadas tem de ser alterados papéis, Lúcia e Miguel estão decepcionado como Ana, mas finalmente aceitou e quatro vão ser testados. Canções:"Unete a la fiesta" por Mariana Magaña, Nicole Luis, Leonel Deluglio, Diana Santos, Jorge Blanco Güereña, Julio Graham, Gerardo Velázquez, Stephie Camarena y Eva De Dominici. Ausentes: Gerardo Velázquez como DJ, Mariana Magaña como Barbi y Eva De Dominici como Paola.             |              |                       |                         |                  |
| 11 | 11           | "Exámen de Química"   | 17 de Março de 2011     | 111              |
| Os meninos têm o exame da tabela periódica, Lucia está estudando mas Miguel interrompe-lo e, em seguida, Pablo, Lucia não pode ser consentrar e Pablo lhe diz que é porque a cabeça pensa demais inúteis e Miguel dá a entender que você Paul está certo, então ela fica irritada com o. Ana está bem preparada para o exame, não como Nati que, em vez de estudar, chamou a tabela periódica e Ana diz-lhe que isso não vai servir. Considerando que Paola está chateado porque ninguém presta atenção, porque tudo se preocupar com a revisão decide contratar Rodrigo e DJ como seu guarda-costas. Canções:"Ahi estaré" por Jorge Blanco Güereña y Diana santos. |              |                       |                         |                  |
| 12 | 12           | "Campaña Electoral"   | 21 de Março de 2011     | 112              |
| Paulo diz a Michael que o que é indicado para ser o representante da classe, mas fê-lo porque o quis ser popular com Miguel; também adicionar DJ e Rodrigo e incentivá-la a fazer Miguel delegar, mas também é apresentado um problema, está executando um estudante chamado Ramiro, que é uma competição para Miguel. Convidado especial:Santiago Stieben como Ramiro. Ausentes:Nicole Luis como Lucía, Eva De Dominici como Paola, Diana Santos como Ana, Stephie Camarena como Nati y Mariana Magaña como Barbi. |              |                       |                         |                  |
| 13 | 13           | "La Pura Verdad"      | 22 de Março de 2011     | 113              |
| Nati e DJ lutam porque nenhum é dizer a verdade, então Barbi opõe-se a luta dizendo que há uma melhor maneira de resolver isso, eles devem passar um dia sem mentir, ambos aceitaram e Barbi é o seu testemunho. Rodrigo e Paul Tire vantagem da situação pelo DJ confessar algumas verdades, Rodrigo pergunta se você ijo Paola que o she gostei dela e Dj diz que sim, e Paul pergunta-lhe se ele disse Matthias para le caia mal porque passou muito tempo com Ana e também responde sim. Ana e Barbi perguntam Nati se gosta de Matias e ela responde que sim e me lembro quando ela lhes tinham negado que, Barbi sentindo pena anulano a aposta porque ele acha que os caras aprenderam a lição que traz alegria para ambos. No entanto nenhum aprendeu a lição de que como de costume, eles retornam para mentir. Canções:"Será que eres tú" por Stephie Camarena. Ausentes:Nicole Luis como Lucía, Eva De Dominici como Paola y Leonel Deluglio como Miguel. |              |                       |                         |                  |
| 14 | 14           | "Sueños y Pesadillas" | 23 de Março de 2011     | 114              |
| Nati você disse Lucy que tinha tido um sonho onde Miguel foi o namorado de Barbi, que colocá-la raivosos. Por outro lado, Rodrigo também comentou que ele tinha sonhado que a adivinhação do futuro com Nati chegou onde Ana, Paul e DJ. Canções: "Cuando toca la campana" por Mariana Magaña, Nicole Luis, Leonel Deluglio, Diana Santos, Jorge Blanco Güereña, Julio Graham, Gerardo Velázquez, Stephie Camarena y Eva De Dominici. Ausentes:Eva De Dominici como Paola. |              |                       |                         |                  |
| 15 | 15           | "Matias"              | 24 de Março de 2011     | 115              |
| Ana começa a ensinar e explicar as classes Matias e seus amigos pensam que eles gostam e começam a incomodar o que provoca o ciúme de Nati. Convidado especial:Walter Bruno como Matias. Ausentes:Jorge Blanco Güereña como Pablo, Leonel Deluglio como Miguel,Gerardo Velzaquez como DJ,Julio Graham como Rodrigo. Canciones: "Será que eres tú" por Stephie Camarena. |              |                       |                         |                  |